# Dagmar (Sängerin)

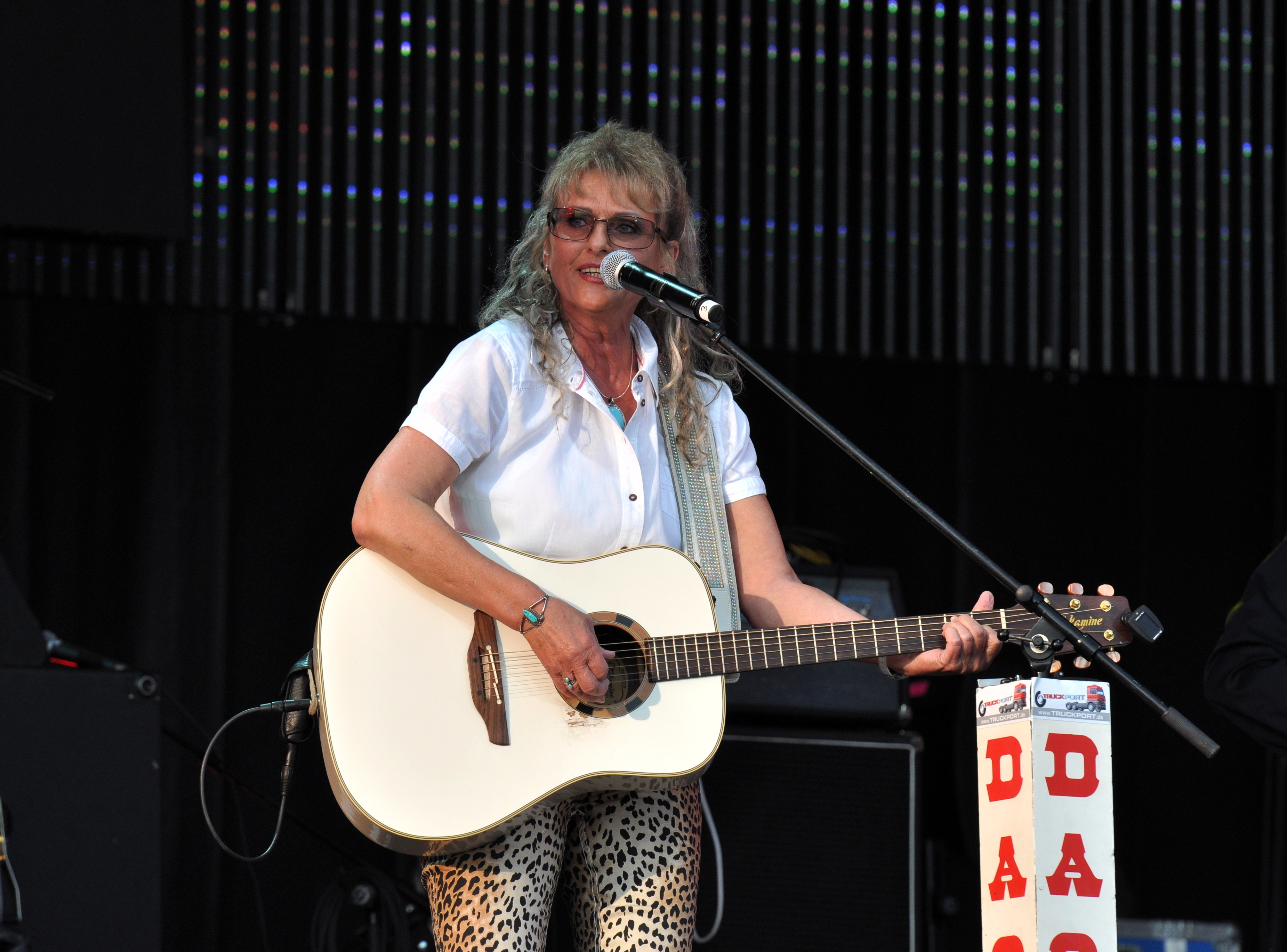
Dagmar Lay D. beim ADAC Truck Grand Prix 2013

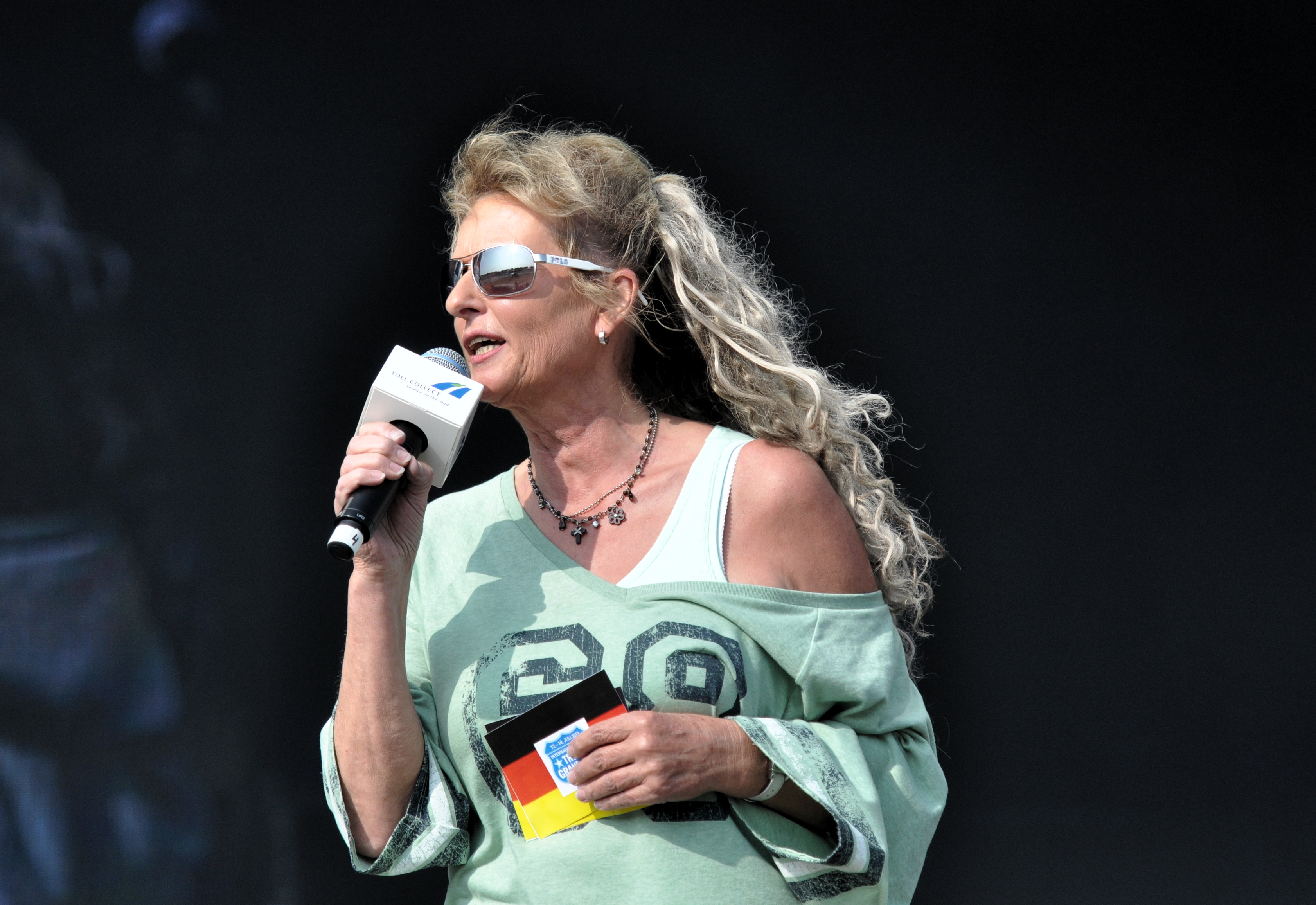
Dagmar Lay D. beim ADAC Truck Grand Prix 2013

Dagmar  (* 3. Oktober 1962 in Rüsselsheim; bürgerlich Dagmar Tietz. Sie trägt den Künstlernamen „DAGMAR LAY D“.) ist eine deutsche Schlager- und Countrysängerin. Sie wird auch The Lady of Country genannt.

## Leben
Sie wohnt in Kelsterbach am Main, wo sie als Bankkauffrau arbeitete, ehe sie die Musik zu ihrem Beruf machte. Im Jahr 2006 feierte sie beim größten Festival Europas, auf dem Nürburgring, ihr 20-jähriges Festivaljubiläum. Sie engagiert sich als Botschafterin für die Christoffel-Blindenmission.

## Werk
Nach Jahren der hobbymäßigen und nebenberuflichen musikalischen Betätigung schaffte Dagmar im Jahr 1986 den Durchbruch in der nationalen deutschsprachigen Countryszene. Seit 1990 steht sie unter Plattenvertrag, zunächst bei Koch International, im Jahr 2007 wechselte sie jedoch zu Artists & Acts München. 1997–1998 moderierte sie die TV-Sendung Country-Pur bei Super RTL. Bei bisher 17 Alben und CD-Ausgaben kann der Titel Jolene (eine Coverversion von Dolly Partons gleichnamigem Hit) als größter Erfolg gelten. Er war 2003 Single des Jahres. Dagmar wurde mehrfach mit dem Goldenen Truck der deutschen Country-Szene ausgezeichnet. Ein Best Of-Album erschien im Jahr 2006 anlässlich ihres Bühnenjubiläums.

## Alben
- 2008 – Ich würd' es wieder tun
- 2006 – Best Of
- 2005 – Let it be me
- 2004 – Ich geh' meinen Weg

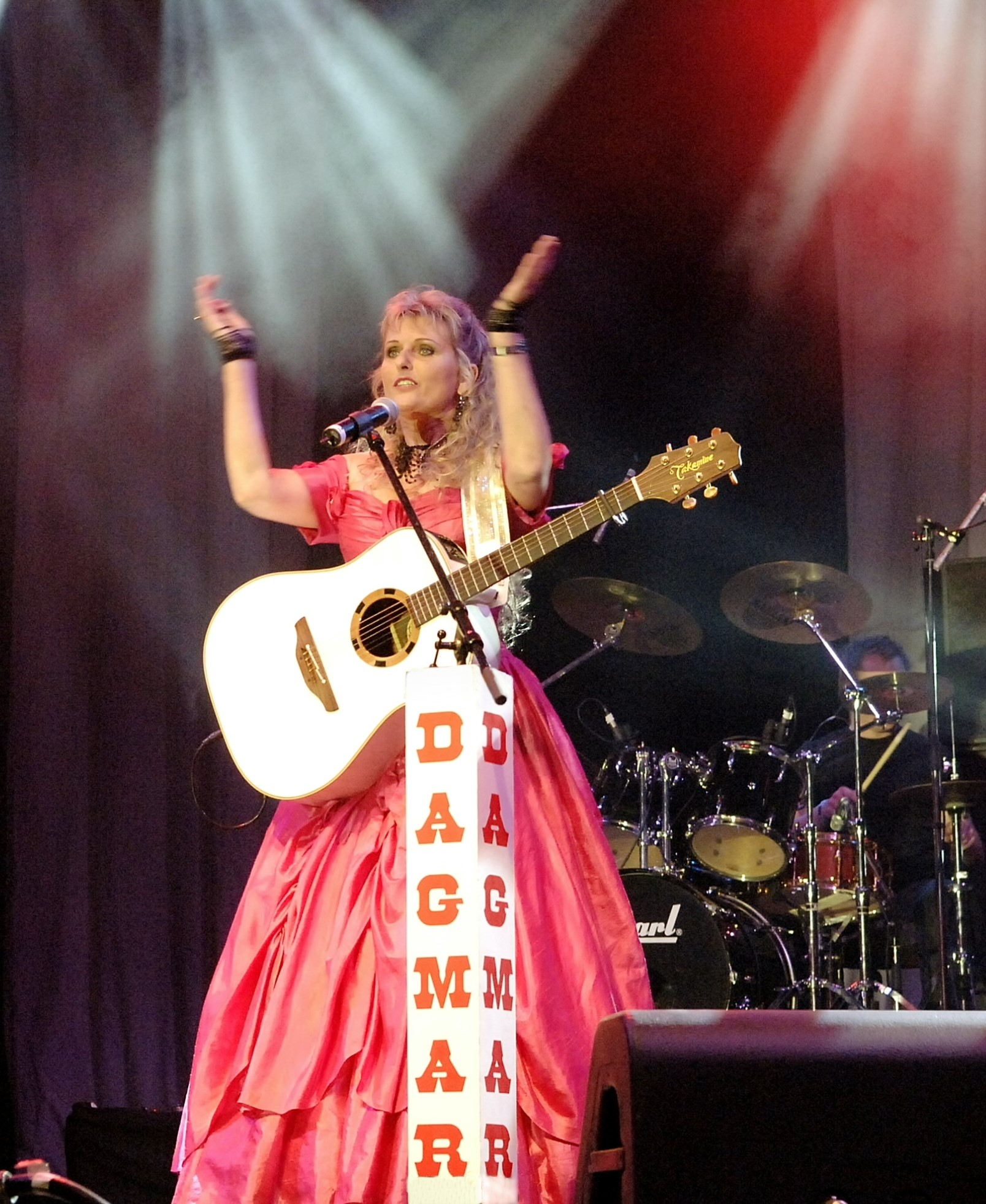
Dagmar Lay D. Festival Schupfart

- 2003 – American Style "Lady's Best"
- 2002 – Wachgeküsst
- 2001 – Leben jetzt und hier
- 2000 – Pausenlos und ohne Ende
- 1999 – Man höre und staune
- 1998 – Bitte noch einmal
- 1997 – Mit Herz und gefühl
- 1996 – Pures Gold
- 1996 – Goldener Truck
- 1994 – Irgendwo heut' Nacht
- 1994 – Kinder Kinder
- 1993 – Immer gut drauf
- 1993 – Endlich Weihnachten
- 1991 – Gelbe Rosen
- 1989(?) – For you (Kassette)